# Alapaha
Alapaha es un pueblo ubicado en el condado de Berrien en el estado estadounidense de Georgia. En el censo de 2000, su población era de 682.

## Demografía
En el 2000 la renta per cápita promedia del hogar era de $22,422, y el ingreso promedio para una familia era de $27,679. El ingreso per cápita para la localidad era de $11,925. Los hombres tenían un ingreso per cápita de $26,250 contra $18,800 para las mujeres.

## Geografía
Alapaha se encuentra ubicado en las coordenadas 31°22′56″N 83°13′26″O / 31.38222, -83.22389 (31.382148, -83.223952).
Según la Oficina del Censo, la localidad tiene un área total de 2,6 km² (1 mi²), de la cual 2,6 km² (1 mi²) es tierra y 0 km² (0 mi²) (0.0%) es agua.